# Lâu đài Bamburgh
 Lâu đài Bamburgh là một tòa lâu đài nằm trên bờ biển phía đông bắc nước Anh, tại làng Bamburgh, Northumberland. Nó là một tòa lâu đài được xếp hạng cấp I.
Ban đầu, địa điểm này là một pháo đài của người Celtic Brittonic được gọi là Din Guarie, nơi đây có thể là thủ đô của vương quốc Bernicia từ khi thành lập vào khoảng năm 420 đến 547. Sau ba lần qua giữa người Anh và người Anglo-Saxon, pháo đài thuộc quyền kiểm soát của người Anglo-Saxon vào năm 590. Năm 993, Pháo đài đã bị phá hủy bởi người Viking, và người Norman sau đó đã xây dựng một tòa lâu đài mới trên địa điểm này, hình thành nên cốt lõi của lâu đài hiện nay. Sau một cuộc nổi dậy vào năm 1095 được sự ủng hộ của chủ nhân lâu đài, tòa lâu đài đã trở thành tài sản của quốc vương Anh.
Vào thế kỉ 17, những khó khăn về tài chính khiến tòa lâu đài trở nên xuống cấp, nhưng nó đã được các chủ nhân khác nhau trùng tu suốt thế kỉ 18 và 19. Cuối cùng tòa lâu đài đã được nhà tư bản thời Victoria (Victorian era)- William Armstrong mua lại, ông là người đã hoàn thành việc trùng tu lâu đài. Đến nay, tòa lâu đài vẫn thuộc về gia đình Amstrong và được mở cửa công khai cho người dân.

## Lịch sử

### Lịch sử thời Trung cổ
Tòa lâu đài được xây dựng trên mỏm đá dolerite, vị trí này trước đây là quê hương của một pháo đài của người Celt bản địa gọi là Din Guarie  và nơi đây có thể từng là thủ đô của vương quốc Bernicia, vương quốc của người Gododdin, từ nền tảng thành lập của vương quốc vào năm 420 đến 547, năm có những nguồn tài liệu tham khảo đầu tiên về tòa lâu đài. Vào năm đó, tòa thành bị chiếm bởi nhà cai trị người Anglo-Saxon là vua Ida của Bernicia (Beornice) và trở thành thủ phủ của vua Ida.
Lâu đài này đã bị người Anh chiếm lại một thời gian ngắn từ con trai ông Hussa trong cuộc chiến tranh năm 590 trước khi được chiếm lại vào cuối năm đó. Đến năm 600, người kế vị của Hussa là Æthelfrith đã truyền lại tòa lâu đài cho vợ của mình là Bebba, và cái tên Bebbanburh ban đầu được cũng được bắt nguồn từ đó. Người Viking đã phá hủy pháo đài ban đầu vào năm 993.

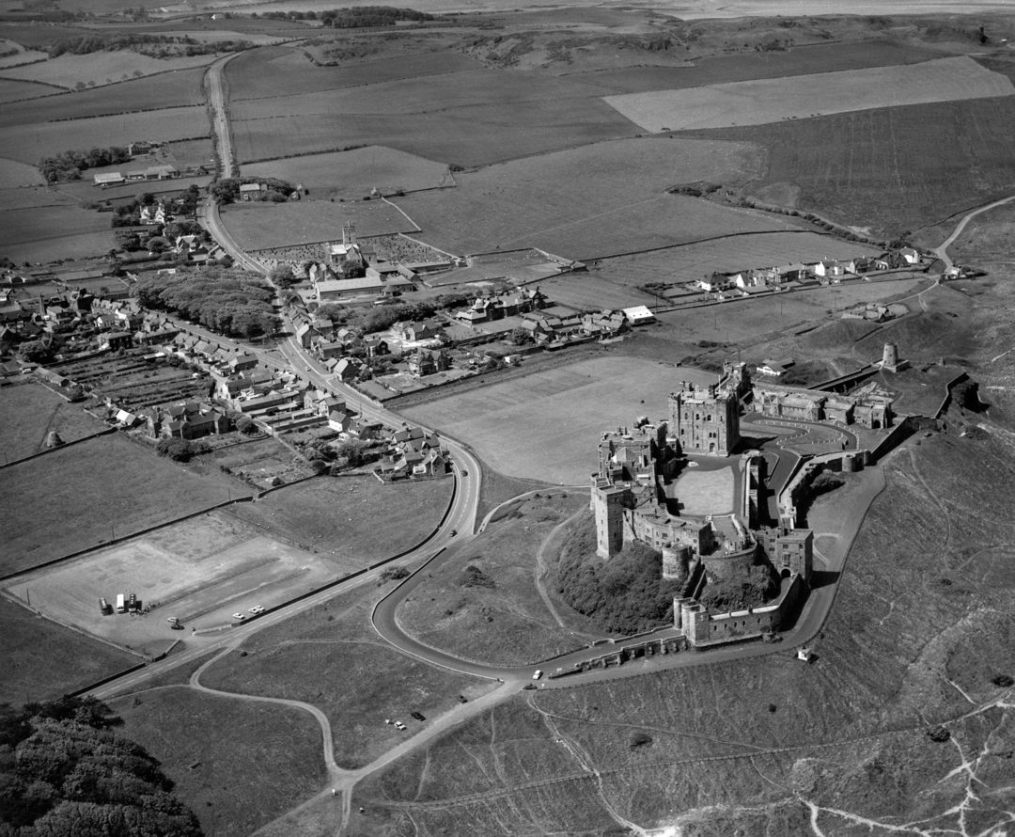
Ảnh chụp trên không từ năm 1973 cho thấy vị trí của lâu đài, nằm ở phía đông bắc làng Bamburgh.

Người Norman đã xây dựng một tòa lâu đài mới trên địa điểm này, tạo thành cốt lõi của lâu đài hiện tại. Vào năm 1905, William II đã bao vây tòa lâu đài trong một cuộc nổi dậy được hỗ trợ bởi chủ nhân của lâu đài, Robert de Mowbray, Bá tước Northumbria nhưng không thành công. Sau khi Robert bị bắt, vợ ông đã tiếp tục công cuộc bảo vệ tòa lâu đài cho đến khi bị buộc phải đầu hàng bởi lời đe dọa của nhà vua là sẽ khiến chồng bà bị mù mắt.
Sau đó, Bamburgh đã trở thành tài sản của quốc vương Anh trị vì. Henry II có lẽ đã xây dựng tháp phòng thủ khi nó được hoàn thành vào năm 1164. Sau cuộc vây hãm Acre năm 1191, như một phần thưởng cho sự phục vụ của mình, Vua Richard I bổ nhiệm Ngài John Forster làm Thống đốc đầu tiên của Lâu đài Bamburgh. Sau thất bại của người Scotland trong trận Neville's Cross năm 1346, Vua David II đã bị bắt làm tù binh tại Lâu đài Bamburgh.
Trong các cuộc nội chiến vào cuối triều đại của Vua John, lâu đài chịu sự kiểm soát của Philip of Oldcoates. Năm 1464 trong Chiến tranh Hoa hồng, nó trở thành lâu đài đầu tiên ở Anh bị pháo binh đánh bại, vào cuối cuộc vây hãm kéo dài 9 tháng của Richard Neville, Bá tước thứ 16 của Warwick, "Người chọn vua", thay mặt cho gia tộc York.

### Lịch sử hiện đại
Gia đình Forster của Northumberland tiếp tục trao ngôi vua cho các thống đốc kế nhiệm của tòa lâu đài cho đến khi ngôi vua được trao quyền sở hữu (hoặc cho thuê theo một số nguồn) của nhà thờ và lâu đài cho John Forster vào giữa những năm 1500, sau khi giải thể các Tu viện. Gia đình vẫn giữ quyền sở hữu cho đến khi William Forster (mất năm 1700) bị tuyên bố phá sản, và tài sản của ông, bao gồm cả lâu đài, được bán cho Lord Crew, Giám mục của Durham (chồng của em gái ông Dorothy) theo Đạo luật của Quốc hội để giải quyết các khoản nợ năm 1704.
Crewe đã đặt tòa lâu đài vào tay hội đồng quản trị do Thomas Sharp, Tổng giáo sư của Northumberland làm chủ tịch. Sau khi Thomas Sharp mất, quyền lãnh đạo của hội đồng quản trị được giao cho John Sharp (con trai của Thomas Sharp), người đã tân trang lại tòa tháp phòng thủ, các phòng xử án  và thành lập một bệnh viện tại đây. Năm 1894, lâu đài được mua lại bởi nhà tư bản thời Victoria là William Armstrong, người đã hoàn thành việc trùng tu.
Trong Chiến tranh thế giới thứ hai, các công sự bê tông ngầm đã được thiết lập trong những cồn cát để bảo vệ tòa lâu đài và các khu vực xung quanh khỏi sự xâm lược của Đức  và vào năm 1944, một tàu hộ tống của Hải quân Hoàng gia Anh được đặt tên là Lâu đài Bamborough dựa trên tên của lâu đài. Lâu đài vẫn thuộc quyền sở hữu của gia đình Armstrong.

Sau Chiến tranh, lâu đài đã trở thành tài sản được liệt kê cấp I. Mô tả trên bao gồm việc nhận xét về tình trạng của tòa lâu đài vào năm 1952 và lịch sử của nó: 
 Lâu đài được chia thành các căn hộ. C12; Tòa lâu đài này đã trở nên hoang tàn khi được Lord Crewe mua lại vào năm 1704 và có thể ở được sau khi ông qua đời bởi Tiến sĩ Sharpe

 Sau đó, tòa lâu đài đã được mua lại và trùng tu bởi Lord Armstrong. Đến năm 1894-1904 CJ Ferguson đã xây dựng lại tòa lâu đài này với chất lượng cao bằng đá sa thạch và gạch vuông 

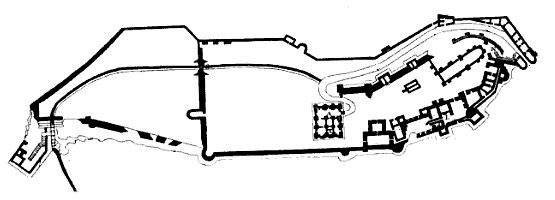
Kế hoạch năm 1825 của lâu đài

### Vị trí
Lâu đài Dunstanburgh, một pháo đài cổ, nằm cách điểm đất ven biển khoảng 9 dặm (14 km) về phía nam. Trên Đảo Thánh, cách đó khoảng 5 dặm (8 km) về phía bắc, có Lâu đài Lindisfarne. Còn Lâu đài Alnwick, quê hương của Công tước Northumberland, nằm trên đất liền khoảng 16 dặm (26 km) về phía nam.

### Nhân tố môi trường
Tại Lâu đài Bamburgh, chất lượng không khí được đánh giá là rất tốt do không có sự hiện diện của các nguồn công nghiệp trong khu vực. Mức độ tiếng ồn gần con đường bắc-nam đi qua Lâu đài Bamburgh vào ban ngày dao động từ 59 đến 63 dBA (theo nghiên cứu lập bản đồ âm thanh Northumberland, Northumberland, Anh, tháng 6 năm 2003). Gần đó, bạn có thể tìm thấy các khu vực sinh sản của chim nhạn biển Bắc Cực và chim nhạn biển thông thường trên quần đảo Farne, cũng như của chim nhạn biển Đại Tây Dương, lông xù châu Âu và cò mồi trên đảo Staple.

### Khảo cổ học tại Bamburgh
Brian Hope-Taylor đã khởi đầu các cuộc khai quật khảo cổ tại Lâu đài Bamburgh vào những năm 1960. Ông đã phát hiện ra một tấm bảng vàng được gọi là "Quái vật Bamburgh" cùng với Thanh kiếm Bamburgh Từ năm 1996, Dự án Nghiên cứu Bamburgh đã tiến hành các hoạt động khảo cổ học và nghiên cứu lịch sử về Lâu đài và khu vực Bamburgh. Dự án tập trung vào khu vực pháo đài và khu chôn cất thời kỳ đầu thời Trung cổ tại Bowl Hole, một vùng cồn cát nằm ở phía nam của lâu đài. Các bằng chứng về khu vực này lần đầu tiên được tiết lộ trong một cơn bão năm 1817.
Trong quá trình khai quật tại Bowl Hole từ năm 1998 đến 2007, đã phát hiện hài cốt của 120 cá nhân từ thế kỷ thứ 7 và thứ 8 trong nghĩa địa này. Dự án nghiên cứu do Giáo sư Charlotte Roberts của Đại học Durham dẫn đầu đã xác định rằng các hài cốt này thuộc về cá nhân có nguồn gốc từ Ireland, Scotland, Scandinavia, Địa Trung Hải và Bắc Phi.
Finally, in 2016, they were moved into the crypt of St Aidan's Church, Bamburgh; the crypt can be viewed by visitors through a small gate.

### Armstrong và Bảo tàng Đồ tạo tác Hàng không
Lâu đài Bamburgh có một phòng giặt được sử dụng làm Bảo tàng Đồ tạo tác Hàng không và Armstrong. Bảo tàng này trưng bày các triển lãm về nhà công nghiệp thời Victoria của William Armstrong và công ty sản xuất Armstrong Whitworth do ông thành lập. Trong triển lãm, khách tham quan có thể chiêm ngưỡng các màn hình về động cơ, pháo và vũ khí, cũng như các đồ tạo tác hàng không từ hai cuộc chiến tranh thế giới.

## Khu tự quản dân sự
Bamburgh Castle là một khu tự quản dân sự, vào năm 1951, khu tự quản này có dân số là 18 người. Bamburgh Castle trước đây là một thị trấn thuộc giáo xứ Bambrough, từ năm 1866, Bamburgh Castle trở thành một khu tự quản dân sự riêng cho đến khi bị hủy bỏ vào ngày 1 tháng 4 năm 1955 và được sáp nhập với Bamburgh.

## Lâu đài ngày nay

### Địa điểm
Khoảng 9 dặm (14 km) về phía Nam trên một điểm đất ven biển là pháo đài cổ Lâu đài Dunstanburgh và khoảng 5 dặm (8 km) về phía bắc là Lâu đài Lindisfarne trên Đảo Thánh. Nội địa khoảng 16 dặm (26 km) về phía nam là Lâu đài Alnwick, quê hương của Công tước Northumberland.

### Nhân tố môi trường
Chất lượng không khí tại Lâu đài Bamburgh rất tuyệt vời do không có nguồn công nghiệp trong khu vực. Mức âm thanh gần con đường bắc-nam đi ngang qua Lâu đài Bamburgh nằm trong khoảng 59 đến 63 dBA vào ban ngày (Nghiên cứu lập bản đồ âm thanh Northumberland, Northumberland, Anh, tháng 6 năm 2003). Gần đó là các đàn chim nhạn biển Bắc Cực thường sinh sản trên quần đảo Farne, hải âu cổ rụt Đại Tây Dương, chim cốc mào và chim Alca trên đảo Staple.

### Khảo cổ học tại Bamburgh
Các cuộc khai quật khảo cổ được triển khai vào những năm 1960 bởi Brian Hope-Taylor, người đã phát hiện ra tấm bảng vàng được gọi là Quái thú Bamburgh cũng như Thanh kiếm Bamburgh. Từ năm 1996, Dự án Nghiên cứu Bamburgh đã tiến hành điều tra khảo cổ lịch sử của Lâu đài và khu vực Bamburgh. Dự án này tập trung vào khu vực pháo đài và khu chôn cất thời kì đầu trung cổ tại Bowl Hole, ở phía nam của lâu đài.
Trong các cuộc khai quật tại Bowl Hole từ năm 1998 đến năm 2007, hài cốt của 110 người từ thế kỷ thứ 7 và 8 đã được phát hiện trong nghĩa địa. Cuối cùng, vào năm 2016, những hài cốt ấy được chuyển đến hầm mộ của Nhà thờ Thánh Aidan, Bamburgh. Du khách có thể nhìn thấy hầm mộ qua một cánh cổng nhỏ.

### Armstrong và Bảo tàng Đồ tạo tác Hàng không
Các phòng giặt của lâu đài có Bảo tàng Armstrong và Đồ tạo tác Hàng không, với các cuộc triển lãm về nhà tư bản thời Victoria William Armstrong và Armstrong Whitworth, công ty sản xuất do ông thành lập. Nơi trưng bày gồm những động cơ, pháo, vũ khí và các đồ tạo tác hàng không từ hai cuộc chiến tranh thế giới.

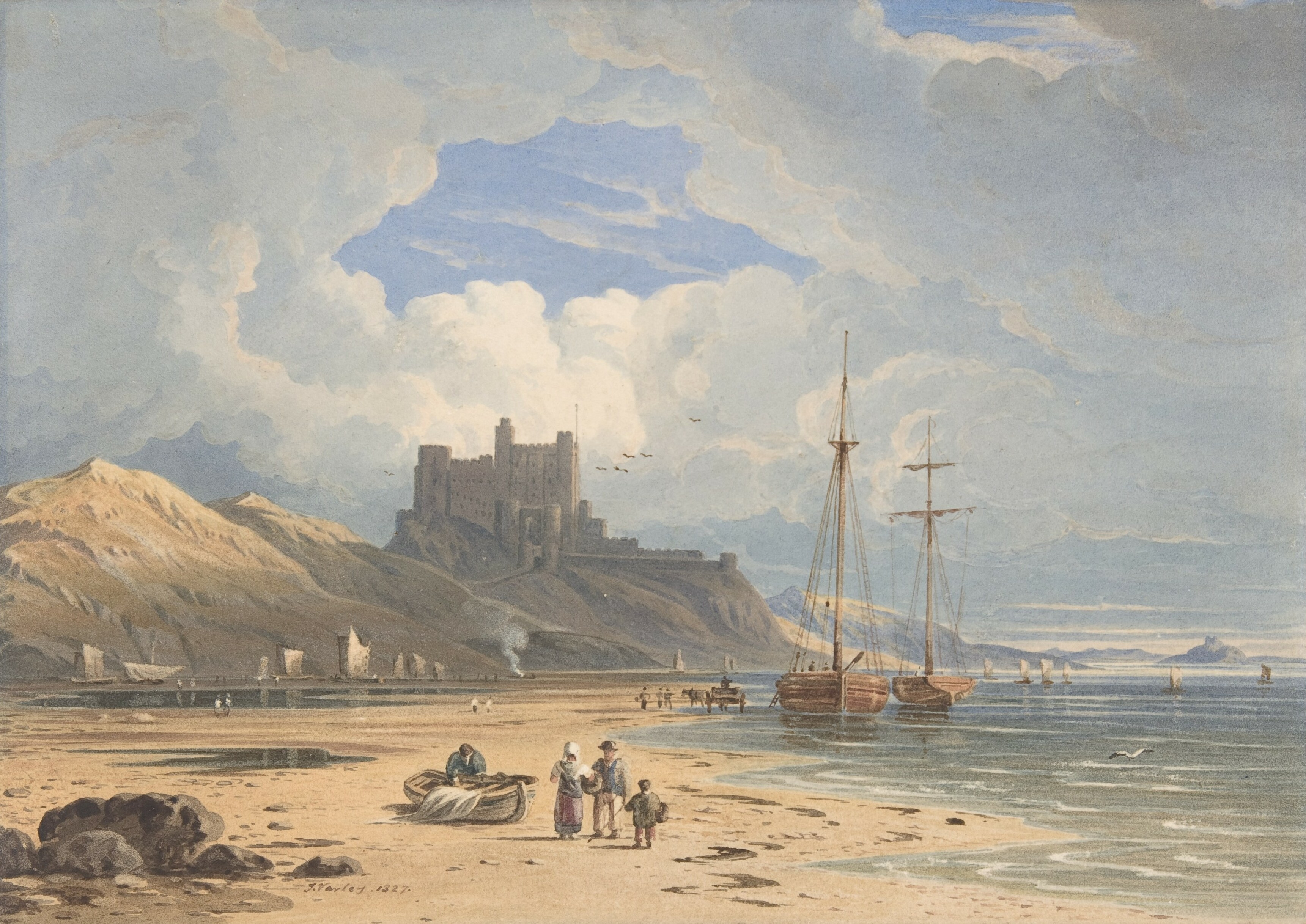
"Lâu đài Bamborough nhìn từ phía Đông Bắc, với Đảo Thánh ở phía xa, Northumberland" của John Varley (1827; Bảo tàng Nghệ thuật Metropolitan).

## Trong văn hóa đại chúng

### Những tác phẩm văn học chọn lọc
Tòa lâu xuất hiện trong bản ballad The Laidly Worm of Spindleston Heugh viết vào khoảng năm 1270. Tác giả người Anh cuối thời trung cổ Thomas Malory đã xác định Lâu đài Bamburgh với Joyous Gard, lâu đài thần thoại là ngôi nhà của ngài Lancelot trong truyền thuyết Arthur. Về văn học, Bamburgh, dưới tên Saxon là Bebbanburg, là quê hương của Uhtred, nhân vật chính trong Những câu chuyện về người Saxon của Bernard Cornwell. Lâu đài có vị trí quan trọng hoặc là nguồn cảm hứng cho nhân vật chính trong tất cả các cuốn sách trong bộ truyện, bắt đầu với Vương quốc cuối cùng và các phần tiếp theo The Pale Horseman, The Lords of the North, Sword Song, The Burning Land, Death of Kings, The Pagan Lord, The Empty Throne, Warrioirs of the Storm, The Flame Bearer và War of the Wolf. Lâu đài cũng xuất hiện trong trò đua xe Forza Horizon 4 năm 2018, nơi người chơi có thể mua nó như một trong những ngôi nhà của họ.

### Được chọn làm địa điểm quay phim
Ngoài sự xuất hiện là chính nó, lâu đài Bamburgh còn được sử dụng làm địa điểm quay phim cho một số dự án truyền hình và điện ảnh: 
- 1927: Huntingtower[41]
- 1949: A Connecticut Yankee in King Arthur's Court[42]
- 1961: El Cid[43]
- 1964: Becket[44]
- 1971: The Devils[45]
- 1971: Macbeth[46]
- 1971: Mary, Queen of Scots[47]
- 1982: Ivanhoe[43]
- 1984–86: Robin of Sherwood[48]
- 1998: Elizabeth[43]
- 2011: Channel 4's Time Team dig at Bamburgh Castle[49]
- 2015: Macbeth (film)[50]

## Liên kết mở rộng
- Bamburgh Castle
- Bamburgh Research Project
- Images of Bamburgh castle